# Валері Генітюк
Валері Генітюк (нар. в 1963 році в Меннінгу, Альберта) — науковиця, яка досліджує аспекти перетину перекладознавства, світової літератури, літератури інуїтів, японської літератури та жіночого письма. Вона громадянка Канади, віце-президентка з академічних питань та проректорка Едмонтонського університету Конкордія. Генітюк була запрошеною науковицею у Гарвардському, Колумбійському університетах США та в Університеті Кокугакуїн у Японії. Була виконавчою директоркою Центру підвищення кваліфікації викладачів та професором англійської мови в Університеті Гранта Мак'юена в Едмонтоні, Альберта, на факультеті Університету Східної Англії (Велика Британія) і директоркою Британського центру літературного перекладу (BCLT).

## Перші роки
Генітюк народилася в Меннінгу, Альберта, у 1963 році та провела дитинство у різних місцях західної та північної Канади. Інтерес до акторської майстерності спонукав її у підлітковому віці брати участь у низці драматичних майстерень. Після тривалих подорожей США та Центральною Америкою вона здобула ступінь бакалавра (французька та латинська мови, 1985) та магістра (французька мова, переклад, 1988), потім працювала в урядовому бюро перекладів Альберти та керувала незалежним перекладацьким бізнесом. Згодом Генітюк повернулася до Університету Альберти, у 2000 році здобувши ступінь магістра з японської літератури та ступінь доктора філософії з порівняльного літературознавства у 2005 році.

## Освіта
Генітюк має ступінь доктора філософії (порівняльна література) Альбертського університету. Вона також має диплом французької лінгвістики, Університет Париж ІІІ. Її докторська робота була підтримана премією Кіллама та стипендіями Дослідницької ради з соціальних і гуманітарних наук (SSHRC), Меморіальною премією випускника Дороті Дж. Кіллам, а також нагородою, яка дозволила їй провести рік в Університеті Кокугакуїн в Японії, проводячи свої дослідження (2002—2003). Після закінчення докторської дисертації у 2005 році Генітюк була нагороджена золотою медаллю генерал-губернатора як найкраща випускниця університету (усіх факультетів).
У вересні 2005 року Генітюк розпочала дворічну постдокторську стипендіяльну програму в Центрі (тепер Інститут) порівняльного літературознавства та суспільства під керівництвом Ґаятрі Співак. Її спонсором був Девід Дамрош. Цей дослідницький проєкт досліджував процес, за допомогою якого національна література стає світовою. Її стипендія була профінансована SSHRC, і вона була нагороджена першою постдокторською премією SSHRC.

## Професійна підготовка
У червні 2017 року Генітюк була призначена віце-президенткою з академічних питань та проректоркою Едмонтонського університету Конкордія, Альберта. З квітня 2013 року по червень 2017 року Генітюк була професоркою англійської мови та виконавчою директоркою Центру підвищення кваліфікації викладачів (раніше Faculty Commons) в Університеті Гранта Мак'юена. З березня 2007 року по березень 2013 року вона була старшою викладачкою кафедри літератури та перекладу в Університеті Східної Англії (UEA) у Норвічі, Велика Британія, а з серпня 2011 року — директоркою BCLT в UEA. Раніше Генітюк обіймала посади в.о. директора та заступниці директора BCLT. З серпня 2010 року по серпень 2011 року вона була запрошеною науковицею у Гарвардському університеті за фінансування стипендії від Leverhulme Trust. Вона спеціалізується на вивченні: світової літератури, порівняльного літературознавства, перекладознавства, культурного обміну Схід-Захід і жіночого письма.
З 2012 по 2017 рік Валері Генітюк була редакторкою журналу Routledge Translation Studies. З 2007 по 2011 рік вона була редакторкою In Other Words: журналу для літературного перекладацтва, а з 2009 по 2011 рік була членом редакційної колегії міждисциплінарного журналу під назвою «Переклад». У 2008—2012 роках вона також була викладачкою Нідської школи перекладознавства, дослідницького симпозіуму, який щорічно проводиться в Італії.
Дослідження англійських і французьких перекладів інуїтської літератури, фінансоване грантом SSHRC Insight Development Grant у 2016 році, призвело до багаторічного вивчення творів Маркузі Пацаука (1941—2020).

## Опубліковані праці
Разом із Марком-Антуаном Мах'є (INALCO) та у співпраці з автором Генітюк у 2021 році опублікувала перше повне критичне видання будь-якого корінного автора в Канаді, переклавши «Umarjursiutik unaatuinnamut» Маркузі Пацаука 1969-70 років як «Мисливець з гарпуном/Chasseur au Harpon» (2021). Торгові видання з передмовою лідера інуїтів Мері Саймон також були випущені англійською та французькою мовами для читачів як у Франції, так і в Квебеку. Генітюк і Махіє також публікували на такі теми, як репрезентація досвіду.
Генітюк є авторкою монографії про лімінальні образи в міжкультурній вибірці жіночого письма, а в іншій книзі, призначеній для допомоги у викладанні перекладу, розглядається близько п'ятдесяти різних перекладів з японської мови одного уривка з «Записок в узголів'ї». Вона також була співредакторкою двох збірок оповідань жінок з Індії та збірки критичних есе про WG Sebald.
Генітюк опублікувала наукові статті на різноманітні теми, включаючи переклад інуїтської літератури, жіноче письмо, впровадження класичної японської літератури на Захід та порівняння між східними та західними текстами. Її першою великою та найчастіше цитованою статтею є «Translating Woman», аналіз проблем гендерного перекладу, які вона продовжувала досліджувати під час свого дослідження. Вона також обговорювала феміністичні аспекти літератури в контексті магічного реалізму. Останні дослідження зосереджені на дослідженні того, як переклади японського жіночого письма Х століття увійшли в західну свідомість і політичних/культурних вимірів перекладу такої роботи. Розділи книги аналізують межові метафори в Елізабет Інчболд і зґвалтування як мотив у літературі. Інші розділи обговорюють гендерні аспекти в «Повісті про Ґендзі», у «Кагеро Ніккі» та в «Записки в узголів'ї» Сей Сьонагон.

## Державна служба
Окрім наукової роботи, Генітюк брала активну участь у просуванні художнього перекладу як професійної дисципліни через різноманітні організації, працюючи в національних і міжнародних комітетах. Крім того, її цитували щодо скорочення фінансування мистецтв у Великій Британії та Канаді, і вона зробила педагогічний внесок.